# 间羟基苯甲酸
间羟基苯甲酸（或3-羟基苯甲酸）是单羟基苯甲酸的三种异构体之一。

## 天然来源
间羟基苯甲酸是海狸香（从美洲河狸 Castor canadensis、欧亚河狸 Castor fiber 的性腺中提取的一种浓味香料）的成分之一。
此外，间羟基苯甲酸也可由假单胞菌属的一些菌种从3-氯苯甲酸合成而来